# 台带刻齿雀鲷
台带刻齿雀鲷（学名：Chrysiptera leucopoma）为雀鲷科刻齿雀鲷属的鱼类，俗名双白带刻齿雀鲷。分布于印度至西太平洋以及台湾南部等，多栖息于浅石堆或波浪起伏较大之1-2米的礁盘上。该物种的模式产地在Caroline群岛。